# Strumigenys smythiesii
Strumigenys smythiesii är en myrart som beskrevs av Auguste-Henri Forel 1902. Strumigenys smythiesii ingår i släktet Strumigenys och familjen myror. Inga underarter finns listade i Catalogue of Life.